# Sigma-algebra
In matematica, una σ-algebra (pronunciata sigma-algebra) o tribù (termine introdotto dal gruppo Bourbaki) su di un insieme {\displaystyle \Omega } è una famiglia di sottoinsiemi di {\displaystyle \Omega } che ha delle proprietà di chiusura rispetto ad alcune operazioni insiemistiche, in particolare l'operazione di unione numerabile e di passaggio al complementare. La struttura di σ-algebra è particolarmente utile nella teoria della misura e in quella della probabilità ed è alla base di tutte le nozioni di misurabilità, sia di insiemi che di funzioni. Essa è un caso particolare di algebra di insiemi e, rispetto a quest'ultima, è utilizzata molto più ampiamente in analisi matematica (per via delle numerose proprietà che le misure definite su σ-algebre hanno rispetto alle operazioni di passaggio al limite).
Le σ-algebre che ricorrono più spesso in matematica sono la σ-algebra boreliana e la σ-algebra di Lebesgue. Anche storicamente queste due classi di σ-algebre hanno motivato lo sviluppo del concetto stesso di σ-algebra, nato a cavallo di XIX secolo e XX secolo col fine di formalizzare la teoria della misura. Esso, infatti, precisa l'idea euristica di evento o insieme misurabile. Molte importanti strutture astratte, al centro dei progressi della matematica dell'ultimo secolo, sono definibili mediante σ-algebre.

## Definizione e prime proprietà
Dato un insieme {\displaystyle \Omega }, si definisce σ-algebra su {\displaystyle \Omega } una famiglia {\displaystyle {\mathfrak {F}}} di sottoinsiemi di {\displaystyle \Omega } tale che:
- L'insieme {\displaystyle \Omega } appartiene a {\displaystyle {\mathfrak {F}}}.
- Se un insieme {\displaystyle A} è in {\displaystyle {\mathfrak {F}}}, allora il suo complementare è in {\displaystyle {\mathfrak {F}}}.
- Se gli elementi {\displaystyle A_{i}} di una famiglia numerabile di insiemi {\displaystyle \{A_{i}\}_{i\in \mathbb {N} }} sono in {\displaystyle {\mathfrak {F}}}, allora la loro unione:

{\displaystyle A=\bigcup _{i=1}^{\infty }A_{i}}
appartiene a {\displaystyle {\mathfrak {F}}}.
Se {\displaystyle {\mathfrak {F}}} è una σ-algebra su {\displaystyle \Omega }, allora {\displaystyle \Omega } si dice spazio misurabile e gli elementi di {\displaystyle {\mathfrak {F}}} sono detti insiemi misurabili in {\displaystyle \Omega }.
Una σ-algebra, in particolare, è un'algebra di insiemi, poiché la terza condizione sopraindicata implica la stabilità per unione finita richiesta nella definizione di struttura di algebra. In tal caso si richiede la stabilità anche per unioni numerabili, da cui l'identificativo σ, un'abbreviazione per successione.
Dalla definizione segue che:
- L'insieme vuoto appartiene a {\displaystyle {\mathfrak {F}}}, essendo il complementare di {\displaystyle \Omega }.
- Una σ-algebra {\displaystyle {\mathfrak {F}}} è stabile per intersezione numerabile. Infatti, se {\displaystyle A_{i}\in {\mathfrak {F}}} per ogni {\displaystyle i\in \mathbb {N} }, allora:

{\displaystyle \bigcap _{i\in \mathbb {N} }A_{i}=\left(\bigcup _{i\in \mathbb {N} }A_{i}^{c}\right)^{c}\in {\mathfrak {F}}.}
- Se gli insiemi {\displaystyle A} e {\displaystyle B} appartengono a {\displaystyle {\mathfrak {F}}}, allora:

{\displaystyle A-B=B^{c}\cap A\in {\mathfrak {F}}.}
Date due σ-algebre {\displaystyle {\mathfrak {F}}}, {\displaystyle {\mathfrak {G}}} su di uno stesso insieme {\displaystyle \Omega }, si dice che {\displaystyle {\mathfrak {F}}} è meno fine di {\displaystyle {\mathfrak {G}}} se {\displaystyle {\mathfrak {F}}} è contenuta in {\displaystyle {\mathfrak {G}}}, ovvero se ogni sottoinsieme {\displaystyle E\subset \Omega } appartenente ad {\displaystyle {\mathfrak {F}}} appartiene anche a {\displaystyle {\mathfrak {G}}}. La relazione essere meno fine di definisce un ordinamento parziale sull'insieme delle σ-algebre su di un dato insieme {\displaystyle \Omega }.
Dati due insiemi {\displaystyle (\Omega _{1},{\mathfrak {F}})} e {\displaystyle (\Omega _{2},{\mathfrak {G}})}, dove {\displaystyle {\mathfrak {F}}} e {\displaystyle {\mathfrak {G}}} sono le rispettive sigma-algebre, la sigma-algebra {\displaystyle {\mathfrak {F}}\otimes {\mathfrak {G}}} è costituita da sottoinsiemi del prodotto cartesiano {\displaystyle \Omega _{1}\times \Omega _{2}}, ed è la più piccola sigma-algebra che contiene {\displaystyle \{R\times F:R\in {\mathfrak {F}},F\in {\mathfrak {G}}\}}.

## Strutture definite utilizzando σ-algebre
La nozione di σ-algebra fornisce la possibilità di costruire strutture matematiche più complesse a partire da essa. Le seguenti strutture fondamentali, largamente studiate durante il XX secolo, stanno alla base della teoria della misura e dell'integrale di Lebesgue.

### Spazio misurabile
Uno spazio misurabile è una coppia {\displaystyle (\Omega ,{\mathfrak {F}})} costituita da un insieme non vuoto {\displaystyle \Omega } ed una σ-algebra {\displaystyle {\mathfrak {F}}} su {\displaystyle \Omega }. Gli elementi di {\displaystyle {\mathfrak {F}}} sono detti insiemi misurabili di {\displaystyle \Omega }. Gli spazi misurabili formano una categoria, i cui morfismi sono le funzioni misurabili. L'insieme {\displaystyle \Omega } è chiamato a volte spazio campionario, soprattutto nelle applicazioni inerenti alla statistica e la probabilità.

#### Spazio di misura
Si definisce spazio di misura uno spazio misurabile {\displaystyle (X,{\mathfrak {F}})} dotato di una misura {\displaystyle \mu } positiva definita sulla σ-algebra {\displaystyle {\mathfrak {F}}} costituita da sottoinsiemi misurabili di {\displaystyle X}. Un tale spazio si rappresenta con una terna {\displaystyle (X,{\mathfrak {F}},\mu )}.
Se {\displaystyle |\mu |(X)<\infty } lo spazio di misura si dice finito. Se inoltre {\displaystyle X} può scriversi come unione numerabile di insiemi:
{\displaystyle X=\bigcup _{i\in \mathbb {N} }X_{i}}
di misura finita, cioè tali che {\displaystyle |\mu |(X_{i})<\infty }, allora lo spazio misurabile si dice σ-finito.
Il "completamento" di uno spazio di misura si ottiene aggiungendo agli insiemi di misura nulla tutti i loro sottoinsiemi. Il completamento della σ-algebra {\displaystyle {\mathfrak {F}}} di uno spazio di misura è cioè la più piccola σ-algebra che contiene {\displaystyle {\mathfrak {F}}} e tutti i sottoinsiemi degli insiemi di {\displaystyle {\mathfrak {F}}} che hanno misura nulla.

### Funzioni misurabili
Siano {\displaystyle (X,{\mathfrak {F}})} e {\displaystyle (Y,{\mathfrak {G}})} due spazi misurabili. Una funzione {\displaystyle f\colon X\to Y} viene detta misurabile o {\displaystyle ({\mathfrak {F}},{\mathfrak {G}})}-misurabile se {\displaystyle f^{-1}(V)\in {\mathfrak {F}}} per ogni {\displaystyle V\in {\mathfrak {G}},} cioè se per ogni insieme misurabile {\displaystyle V} di {\displaystyle Y} la controimmagine {\displaystyle f^{-1}(V)} è un insieme misurabile di {\displaystyle X}:
{\displaystyle f^{-1}(A)\in {\mathfrak {F}},\qquad \forall A\in {\mathfrak {G}}.}
Utilizzando il linguaggio della teoria delle categorie si può definire una funzione misurabile come un morfismo di spazi misurabili.

### Sistema dinamico
Sia {\displaystyle (\Omega ,{\mathfrak {F}})} uno spazio misurabile, {\displaystyle S} un semigruppo e, per ogni {\displaystyle s\in S}, sia {\displaystyle T_{s}:\Omega \mapsto \Omega } un'applicazione misurabile con la proprietà che {\displaystyle T_{s}\circ T_{t}=T_{st}}. In altri termini, {\displaystyle T} è un'azione misurabile di {\displaystyle S} su {\displaystyle \Omega }. La terna {\displaystyle (\Omega ,{\mathfrak {F}},T)} è detta sistema dinamico.

## Principali risultati
Data una famiglia {\displaystyle \left\{{\mathfrak {F}}_{\alpha }\right\}_{\alpha \in {\mathcal {A}}}} qualunque di σ-algebre, si verifica che la loro intersezione:
{\displaystyle {\mathfrak {F}}_{\mathcal {A}}:=\bigcap _{\alpha \in {\mathcal {A}}}{\mathfrak {F}}_{\alpha }}
è ancora una σ-algebra. Essa è la più grande σ-algebra contenuta in tutte le algebre {\displaystyle {\mathfrak {F}}_{\alpha }}, ossia se {\displaystyle {\mathfrak {F}}\subset {\mathfrak {F}}_{\alpha }} per ogni {\displaystyle \alpha \in {\mathcal {A}}}, allora {\displaystyle {\mathfrak {F}}\subset {\mathfrak {F}}_{\mathcal {A}}}.
Pertanto, data una famiglia qualsiasi {\displaystyle {\mathfrak {G}}} di sottoinsiemi di {\displaystyle \Omega }, si può considerare la σ-algebra generata da {\displaystyle {\mathfrak {G}}} come l'intersezione di tutte le σ-algebre contenenti {\displaystyle {\mathfrak {G}}}. Dunque, dalla definizione stessa di σ-algebra generata da {\displaystyle {\mathfrak {G}}} segue che essa è la più piccola σ-algebra contenente {\displaystyle {\mathfrak {G}}}. Questa osservazione è molto utilizzata per la costruzione di misure, in quanto consente di definire una σ-algebra semplicemente fornendo una famiglia di insiemi che la generano. La σ-algebra generata da un insieme {\displaystyle {\mathfrak {G}}} è spesso denotata {\displaystyle \sigma ({\mathfrak {G}})}.
Nel caso di famiglie finite {\displaystyle {\mathfrak {G}}=\{G_{1},\ldots ,G_{n}\}}, tale σ-algebra si può enumerare esplicitamente ponendo:
{\displaystyle \sigma ({\mathfrak {G}})=\{\bigcup _{i=1}^{n}G_{i}^{*},G_{i}^{*}=G_{i},G_{i}^{C},n\in \mathbb {N} \}}
e chiudendo la famiglia rispetto alle operazioni di unione e complementare.
Un π-sistema {\displaystyle {\mathcal {P}}} è una famiglia non vuota di sottoinsiemi di {\displaystyle \Omega } stabile per intersezione: se {\displaystyle A,B\in {\mathcal {P}}} allora {\displaystyle A\cap B\in {\mathcal {P}}}. Analogamente, una famiglia {\displaystyle {\mathcal {L}}} di sottoinsiemi di {\displaystyle \Omega } è detta un λ-sistema se:
- {\displaystyle \Omega \in {\mathcal {L}}}.
- {\displaystyle {\mathcal {L}}} è chiusa per passaggio al complementare, ossia se {\displaystyle A\in {\mathcal {L}},} allora {\displaystyle A^{c}\in {\mathcal {L}}}.
- {\displaystyle {\mathcal {L}}} è stabile per unioni numerabili disgiunte: se gli insiemi {\displaystyle A_{i}\in {\mathcal {L}}} per {\displaystyle i\in \mathbb {N} } sono a due a due disgiunti, allora:

{\displaystyle \bigcup _{i\in \mathbb {N} }A_{i}\in {\mathcal {L}}.}
In tale contesto, è possibile dimostrare in maniera elementare il teorema π-λ di Dynkin, che afferma che su un qualunque insieme {\displaystyle \Omega } non vuoto, se un π-sistema {\displaystyle {\mathcal {P}}} è contenuto in un λ-sistema {\displaystyle {\mathcal {L}}}, allora l'intera σ-algebra generata da {\displaystyle {\mathcal {P}}} è contenuta in {\displaystyle {\mathcal {L}}}. Ossia {\displaystyle {\mathcal {P}}\subset {\mathcal {L}}} implica {\displaystyle \sigma ({\mathcal {P}})\subset {\mathcal {L}}}.
Tale teorema è molto spesso utilizzato in teoria della misura. Ad esempio, ne segue che è sufficiente assegnare i valori di una misura {\displaystyle \mu } su di un λ-sistema contenente un π-sistema {\displaystyle {\mathcal {P}}} per costruire lo spazio di misura {\displaystyle \left(\Omega ,\sigma ({\mathcal {P}}),\mu \right)}. Infatti, proprio per il teorema π-λ di Dynkin, la misura {\displaystyle \mu } è ben definita su tutto {\displaystyle \sigma ({\mathcal {P}})}.

## Esempi ed applicazioni
- Dato un qualunque insieme non vuoto {\displaystyle \Omega }, la famiglia di sottoinsiemi {\displaystyle {\mathfrak {F}}_{0}=\{\varnothing ,\Omega \}} è una σ-algebra. Anche la famiglia {\displaystyle {\mathfrak {F}}_{\mathcal {P}}} costituita da tutti i sottoinsiemi di {\displaystyle \Omega } (insieme delle parti) è una σ-algebra. Queste sono rispettivamente la più piccola e la più grande σ-algebra su {\displaystyle \Omega }; ossia se {\displaystyle {\mathfrak {F}}} è una σ-algebra su {\displaystyle \Omega }, allora {\displaystyle {\mathfrak {F}}_{0}\subset {\mathfrak {F}}\subset {\mathfrak {F}}_{\mathcal {P}}}. In genere, queste due σ-algebre sono dette improprie o banali.
- Ogni algebra di insiemi composta da un numero finito di elementi è una σ-algebra, in quanto non ci sono famiglie di insiemi con un numero infinito di elementi (si vedano gli esempi alla voce algebra di insiemi).
- Dato un qualunque insieme non vuoto {\displaystyle \Omega }, la famiglia composta da tutti i sottoinsiemi di {\displaystyle \Omega } che hanno cardinalità numerabile o il cui complementare abbia cardinalità numerabile è una σ-algebra. Essa è distinta dall'insieme delle parti di {\displaystyle \Omega } se e solo se {\displaystyle \Omega } è non numerabile.
- Si consideri l'insieme dei numeri reali, o più in generale {\displaystyle \mathbb {R} ^{n}}, con la usuale topologia euclidea {\displaystyle {\mathcal {\mathrm {T} }}} (ossia {\displaystyle {\mathcal {\mathrm {T} }}} è la famiglia dei sottoinsiemi aperti di {\displaystyle \mathbb {R} ^{n}}). Si definisce σ-algebra boreliana la σ-algebra generata da {\displaystyle {\mathcal {\mathrm {T} }}}, in genere denotata con {\displaystyle {\mathfrak {B}}=\sigma ({\mathcal {\mathrm {T} }})}. Gli elementi di {\displaystyle {\mathfrak {B}}} sono detti boreliani, e si può dimostrare che essi hanno la cardinalità del continuo (dunque, i sottoinsiemi boreliani sono "pochi" rispetto a tutti i sottoinsiemi della retta reale che hanno un cardinalità superiore a quella dei reali stessi). Sulla σ-algebra boreliana si possono definire molte delle misure (sull'asse reale) comunemente utilizzate. È anche interessante notare che la nozione di σ-algebra è nata storicamente proprio dalla generalizzazione di questa costruzione.
- Più in generale, la costruzione di σ-algebra boreliana si può effettuare su qualunque spazio topologico {\displaystyle (X,{\mathcal {\mathrm {T} }})} semplicemente ponendo {\displaystyle {\mathfrak {B}}=\sigma ({\mathcal {\mathrm {T} }})}. Questa σ-algebra è utilizzata per costruire misure in spazi più generali della retta reale. Ad esempio, la misura di Haar su gruppi topologici localmente compatti è definita proprio mediante la σ-algebra boreliana del gruppo. Analogamente, la nozione di dualità tra funzioni continue e misure su di uno spazio topologico si costruisce (in spazi sufficientemente regolari) proprio equipaggiando lo spazio con la sua σ-algebra boreliana.
- Nel caso in cui {\displaystyle \Omega =\mathbb {R} ^{n}}, è talvolta utilizzata una σ-algebra molto più ampia di quella boreliana: la σ-algebra di Lebesgue. Essa è definita come il completamento della σ-algebra boreliana rispetto alla misura di Borel, ed è fondamentale per la costruzione della celebre misura di Lebesgue. La σ-algebra di Lebesgue ha cardinalità superiore a quella del continuo: naturalmente essa è contenuta nell'insieme delle parti dei numeri reali (si veda il primo esempio sopra). È tuttavia lecito chiedersi se vi siano sottoinsiemi dei numeri reali che non appartengono alla σ-algebra di Lebesgue. Tali sottoinsiemi sono anche detti insiemi non misurabili secondo Lebesgue, e l'esistenza di tali sottoinsiemi è legata all'assioma della scelta, ovvero essi si possono costruire se e solo se si assume tale assioma. Un esempio di tali insiemi è l'insieme di Vitali.
- Una topologia di un insieme non è necessariamente una σ-algebra dato che potrebbe non contenere i loro complementari.